# Harlem Nights
Harlem Nights è un film del 1989 diretto e interpretato da Eddie Murphy, qui alla sua prima regia.
Nel cast figurano anche Richard Pryor, Redd Foxx e Arsenio Hall.

## Trama
New York, 1938, ad Harlem il night club di Sugar Ray e del suo figlioccio Quick fa affari d'oro ma sono tempi duri per tutti. Anche i due simpatici proprietari del club se ne accorgono quando il detestabile Bugsy Calhoune (un noto gangster della città) arriva a pretendere il versamento di una tangente, minacciandoli di "spiacevoli ritorsioni".